# Chantal Hagel
Pour les articles homonymes, voir Hagel.
Chantal Hagel, née le 20 juillet 1998 à Calw en Allemagne, est une footballeuse internationale allemande évoluant au poste de milieu de terrain. Elle joue au Séville FC.

## Biographie

### En club
De 2019 à 2023, elle joue au sein du club TSG 1899 Hoffenheim. En janvier 2023, elle rejoint le club de VfL Wolfsburg.

### En sélection nationale
Chantal Hagel connaît sa première sélection en équipe d'Allemagne le 20 février 2022 lors d'un match amical contre le Canada lors de la Arnold Clark Cup.
En 2023, elle fait partie des 23 joueuses sélectionnées pour participer à la coupe du monde.